# Lupo (mártir)
O Mártir Lupo, também referido como São Lupo ou São Luppo (do latim "lupus", lobo) foi um mártir cristão da Igreja Católica. O "Martyrologium Romanum" recorda-o anualmente no dia 23 de agosto.

## Vida e obras
Viveu entre o final do século III e o início do século IV, como servo de outro mártir, Demétrio de Salônica (festejado a 26 de Outubro).
Estava presente quando do martírio de seu senhor, ocasião em que teve as roupas empapadas pelo sangue dele, tendo retirado um anel da mão dele. Com esta roupa e este anel, em nome do mártir Demétrio, Lupo operou muitos milagres na região da antiga província romana da Salônica.
Por ter destruído ídolos pagãos, foi perseguido tendo sido mantido incólume pela intervenção de Deus. Entregou-se voluntariamente nas mãos dos seus perseguidores. Torturado, foi decapitado à espada por ordem do imperador Galério.